# L'uomo ferito
L'uomo ferito (L'Homme blessé) è un film del 1983 diretto da Patrice Chéreau.

## Trama
Mentre si trova alla stazione per assistere alla partenza della sorella per Francoforte, il diciottenne Henri nota un uomo più anziano che lo guarda e lo segue con interesse. Nelle toilette della stazione il ragazzo conosce anche un altro uomo intento a picchiare e derubare un anziano. Henri resta colpito ed affascinato da entrambi gli uomini che, apparentemente, sembrano conoscersi. La sera dopo, Henri esce di casa e torna alla stazione sperando di incontrare di nuovo lo sconosciuto della sera prima. Lì incontra il più anziano dei due uomini e lo segue fino ad un ristorante dove l'uomo si presenta come il dottor Bosmans e gli rivela che l'altro uomo si chiama Jean. La sera seguente il ragazzo torna alla stazione e finalmente rincontra Jean. L'uomo è inizialmente intenzionato a portare Henri in un locale che frequenta, ma poi ci ripensa e lo porta a casa di Elizabeth, la donna con cui vive. L'indomani Jean convince Henri a prostituirsi nella stazione promettendogli che interverrà lui in caso di problemi. Il ragazzo, ormai innamorato perdutamente dell'uomo, accetta e si reca in un hotel insieme ad un cliente anziano. Qui Henri cerca di prendere tempo in attesa che venga Jean a trarlo d'impaccio e poi, una volta resosi conto che l'uomo non arriverà in suo aiuto, fugge via dall'hotel.
Tornato alla stazione Henri trova Jean intento a ridere e scherzare con altri giovani, poi fa ritorno a casa e costringe la madre a dargli 200 franchi per far così credere a Jean di averli guadagnati prostituendosi. Alla stazione il ragazzo non trova più Jean e sfinito si ferma lì a riposare. Al mattino Henri va a casa di Elizabeth ma Jean non è nemmeno lì. Rimasto a riposare lì, al risveglio il ragazzo si toglie di dosso gli abiti che porta ed indossa quelli di Jean. In preda all'ossessione nei confronti di Jean, Henri gira la città in cerca dell'uomo. Nel suo vagabondare viene avvicinato da Bosmans, il quale gli dà un appuntamento per andare a cena fuori insieme. Sempre più annoiato della vita che sta facendo, Henri vorrebbe raggiungere la sorella in Germania, ma non ha abbastanza soldi per permettersi il biglietto del treno e decide quindi di prostituirsi veramente per guadagnare il denaro mancante. Tuttavia, il suo tentativo di fare sesso con un giovane incontrato in stazione non va a buon fine.
Giorni dopo, Bosmans ferma nuovamente Henri per strada e riesce a convincerlo a seguirlo dicendogli che lo renderà felice. L'uomo conduce il ragazzo prima in un parcheggio dove le coppie etero si appartano per fare sesso e dove lui spesso viene ad ascoltarle gemere, poi lo porta nella sua dimora, dove si trova anche Jean. Una volta rimasti soli, Jean simula un rapporto sessuale con Henri al solo scopo di eccitare Bosmans. Il medico interrompe i due e dopo aver dato dei soldi a Jean per la sua prestazione informa Henri che Jean ama divertirsi con i ragazzi come lui.
Lasciata la casa di Bosmans i due si recano brevemente nel night dove spesso si reca Jean e poi vanno a commettere un furto in una lavanderia. Qui Jean preleva la carta d'identità dalla tasca dei pantaloni di Henri e la lascia sul pavimento per incolparlo del furto e poi lo abbandona fuggendo via. Profondamente deluso dal comportamento dell'uomo, il mattino seguente, il ragazzo si reca da Elizabeth, la quale gli consegna le cose di Jean pregandolo di consegnargliele e di fargli sapere che la storia tra loro è finita. Henri torna a casa dai genitori dove apprende dal padre che la polizia si è presentata a casa loro e che torneranno per interrogare il ragazzo.
Sempre più afflitto ma anche ossessionato da Jean, Henri fa ritorno nel night a cercarlo e lì dentro trova Bosmans che lo conduce in una stanza nei sotterranei dove si trova Jean intento a dormire. L'uomo spinge Henri ad entrare e ad avere un rapporto sessuale con Jean affinché non debba mai pentirsi in futuro di non aver fatto sesso con lui. Henri entra nella stanza, si spoglia ed inizia ad amoreggiare con Jean e poi lo uccide strangolandolo.

## Produzione
Nella versione originale pur recitando in francese Vittorio Mezzogiorno venne doppiato da Gérard Depardieu. Mezzogiorno sostituì all'ultimo momento Christophe Malavoy. Credendo che questo personaggio fosse già compensato dalla sua marginalità sociale, Chéreau non volle accentuare la sua estraneità facendo parlare l'attore con un forte accento straniero.

## Riconoscimenti
- 1983 - Festival di Cannes[1]
  - Nomination Palma d'oro

- 1983 - Chicago International Film Festival
  - Nomination Miglior film

- 1984 - Premio César[2]
  - Migliore sceneggiatura originale
  - Nomination Migliore promessa maschile a Jean-Hugues Anglade
  - Nomination Miglior montaggio